# Ognica (powiat stargardzki)
Ognica (niem. Stolzenhagen) – wieś w Polsce położona w województwie zachodniopomorskim, w powiecie stargardzkim, w gminie Dobrzany, położona 4 km na południowy wschód od Dobrzan (siedziby gminy) i 26 km na wschód od Stargardu (siedziby powiatu).
W latach 1945-54 siedziba gminy Nosowo. W latach 1975–1998 miejscowość należała administracyjnie do województwa szczecińskiego. Obecnie wieś ta jest zamieszkiwana przez niewielu ponad 200 mieszkańców, mimo to jest tutaj luksusowy hotel z basenem, gospodarstwo agroturystyczne, kort tenisowy oraz kilka innych atrakcji. W Ognicy znajduje się kościół pochodzący z 1600 roku.
W miejscowości znajduje się stacja kolejowa Ognica.

## Zabytki
- kościół z ok. 1600, podwyższony renesansowym szczytem, w poł. XIX w. dobudowano neogotycką wieżę[4].